# Fonsomme
Fonsomme es una comuna francesa situada en el departamento de Aisne, de la región de Alta Francia.

## Geografía
Nacimiento del río Somme.
Fonsomme está ubicada en el norte del departamento, a 10 km al noreste de San Quintín. En esta comuna se encuentra el nacimiento del río Somme.

## Demografía
| 564 | 564 | 538 | 494 | 545 | 554 | 521 | 486 |
| Para los censos de 1962 a 1999 la población legal corresponde a la población sin duplicidades (Fuente: INSEE [Consultar]) |     |     |     |     |     |     |     |